# Classe Gerald R. Ford
La classe Gerald R. Ford (conosciuta anche come progetto CVN-21) è una nuova classe di superportaerei a propulsione nucleare della U.S. Navy, che sostituirà le unità della classe Nimitz. Il nome di questa classe, e della prima unità, è quello di Gerald Ford, 38º Presidente degli Stati Uniti d'America. 
La nuova classe ha un reattore nucleare A1B di nuova progettazione, una caratteristica più stealth per ridurre la visibilità ai radar e una forte presenza di apparecchiature avanzate per l'automazione della nave, per ridurre il personale imbarcato e quindi i costi di esercizio. 
È prevista la costruzione di 10 portaerei, delle quali quattro sono già state annunciate:
- USS Gerald R. Ford (2017) — ha rimpiazzato la USS Enterprise (CVN-65), che è stata posta in disarmo nel 2012, dopo 50 anni di servizio
- USS John F. Kennedy (CVN-79) (2025) — prevista per rimpiazzare la USS Nimitz
- USS Enterprise (CVN-80) (2029) — prevista per rimpiazzare la USS Dwight D. Eisenhower.[3][4]
- USS Doris Miller (CVN-81) (data di entrata in servizio ancora non determinata)[5]
- USS  William J. Clinton (CVN 82) - data di entrata in servizio ancora non determinata
- USS George W. Bush (CVN 83) - data di entrata in servizio ancora non determinata